# Lobelville
Lobelville – miasto w Stanach Zjednoczonych, w stanie Tennessee, w hrabstwie Perry.